# Zatoka Polonez
Zatoka Polonez (ang. Polonez Cove) - zatoka na Wyspie Króla Jerzego na wschodnim brzegu półwyspu Kraków Peninsula między przylądkiem Low Head a Przylądkiem Mazurek, poniżej Grani Chopina. Zatoka położona jest w Cieśninie Bransfielda.
Nazwę nadała polska ekspedycja antarktyczna od nazwy polskiego tańca.